# 牧志恩河事件
牧志恩河事件（まきしおんがじけん）とは、琉球王国末期の1859年に起こった疑獄事件と、それに連動した政変である。

## 概要
琉球王国は1609年の薩摩の琉球侵攻以来、薩摩藩の支配下にあったが、同時に清国に朝貢する日清両属の形をとっていた。
幕末の薩摩藩主島津斉彬は、数々の藩政改革を推し進め、幕政への関与もにらんでの軍備増強を図っていた。幕府は、名目上の外国である琉球と、諸外国との通商を容認し、斉彬は琉球を経由してフランスよりの軍艦・兵器の購入や交易を計画した。そこで琉球王府高官のうち、薩摩に協力的でない三司官の座喜味盛普（唐名は毛恒徳）を罷免させ、交代人事でも親薩摩派を選出させた。その中でも牧志朝忠（唐名は向永功）は優秀さを認められ、慣例を無視する昇進速度で、閣僚に当たる表十五人のうち日帳主取（外務次官に相当）に任命されていた。フランスとの交渉には、薩摩から市来四郎が派遣され、琉球側は牧志や御物奉行（財務大臣に相当）の恩河朝恒（唐名は向汝霖）らがあたっている。
ところが、1858年の斉彬の急死で事態は一変する。薩摩藩では保守派が実権を握り、斉彬派の西郷隆盛らが排斥された。また、欧米との貿易は打ち切られることとなる。
琉球王府内の反薩摩派は、薩摩の政変を注意深く見極め、島津久光が積極的に介入はしないと確信し、親薩摩派（斉彬派）への報復に動きだした。1859年、収賄や国王廃立の謀反容疑で、三司官の小禄良忠（唐名は馬克承）、王族の玉川王子朝達（唐名は尚慎）、牧志、恩河らが逮捕、尋問された。それぞれに拷問が加えられ自白を強要される。玉川王子も拷問にかけられるところを、津波古政正（唐名は東国興）が反対し、王母に訴えて刑を免れさせた。翌年、牧志が自白したとされ、牧志は久米島に10年の流刑、恩河は同じく6年、小禄は伊江島に500日、玉川王子は蟄居の身となった。恩河は刑確定まで獄中にあったが、同年、拷問で衰弱し流刑前に死亡した。
1862年、牧志はその英語能力を見込んで英語教授役とするため、薩摩藩の要請で釈放された。鹿児島への上国を命ぜられるが、伊平屋島沖で船から身を投げて自殺した。これには反薩摩派の暗殺説もある。